# 1a Brigada de Fuerzas Especiales

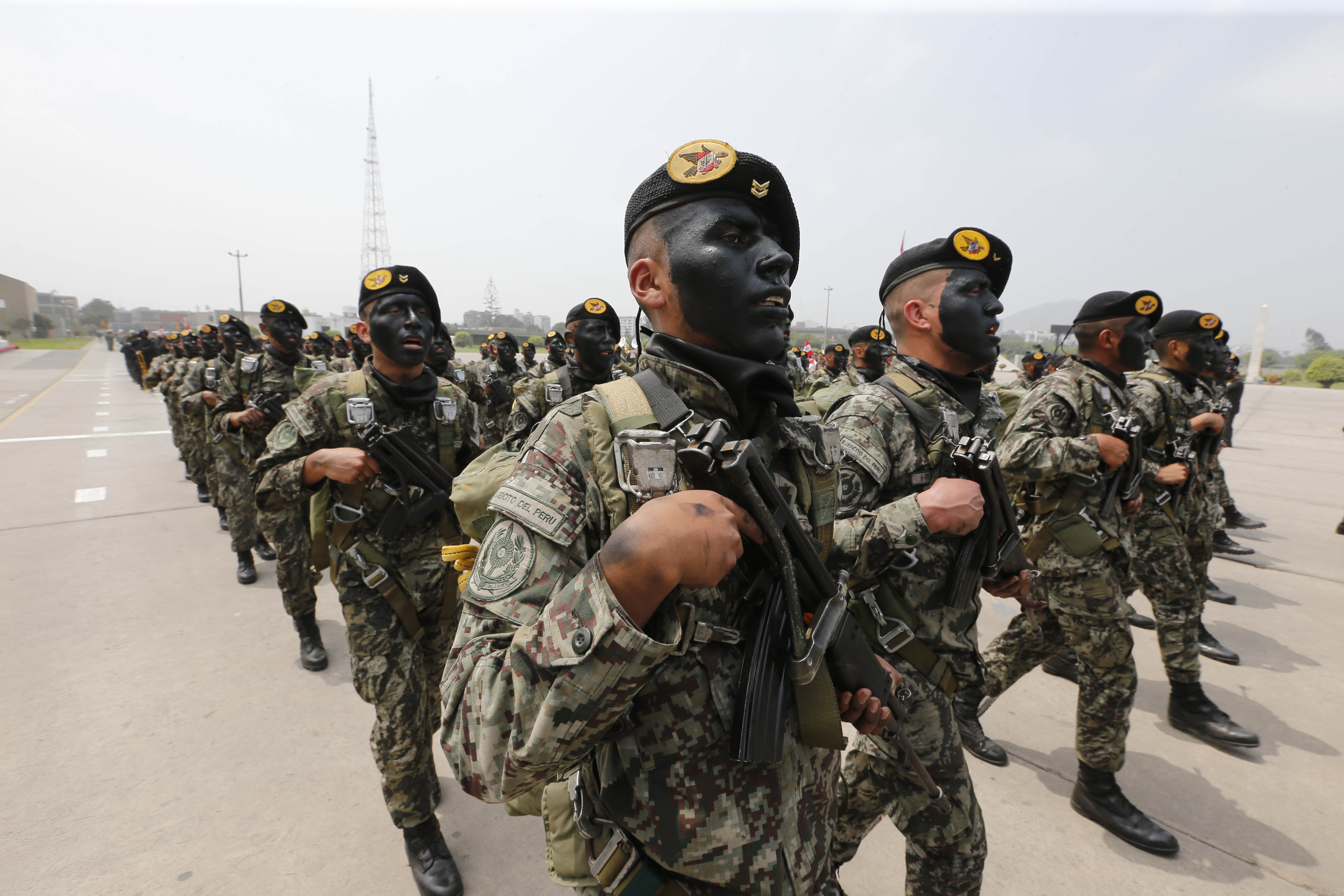
Soldaten der 1a Brigada de Fuerzas Especiales an einer Zeremonie

Die 1a Brigada de Fuerzas Especiales, Primera Brigada de Fuerzas Especiales oder 1a Brigada de FFEE ist eine Brigade des Peruanischen Heers. Die Spezialeinheit untersteht zur Zeit der II División de Ejército. Entstanden ist die Brigade aus der 1ra División de Fuerza Especiales und wurde am 1. Januar 2003 aktiviert.
Im März 2015 half die Brigade die Folgen eines Unwetters im Distrikt Lurigancho zu bewältigen. Eine Studie fand heraus, dass die Einheit ungenügend darauf vorbereitet ist in der Region um die Stadt Lima mit verunsicherten Bürgern um zu gehen. Auch fehlt ein gewissen Rechtssicherheit um in diesen Situationen mit den Bürgern adäquat zu reagieren.

## Organisation
Zur Zeit unterstehen der Brigade folgende Einheiten:
- Cuartel General (Hauptquartier)
- Escuela de Paracaidistas del Ejército
- Batallón de Comandos Nº 19
- Batallón de Comandos Nº 39
- Batallón de Comandos Nº 40
- Batallón de Comandos Nº 61
- Batallón de Servicios Fuerzas Especiales Nº 61
- Escuadrón de Reconocimiento Fuerzas Especiales Nº 61
- Compañía Comando Nº 61
- Compañía Comunicaciones Nº 61
- Compañía Policía Militar Nº 61
- Compañía Especial Contra Terrorista Nº 61
- Escuela de Franco Tiradores del Ejercito